# Glenn Ricart
Glenn Ricart é um cientista da computação estadunidense. Começou a usar um dos nós originais da Internet (ARPANET) em 1969.